# Citharinus
Citharinus – rodzaj ryb promieniopłetwych z rodziny prostnikowatych (Citharinidae). 

## Zasięg występowania
Rodzaj obejmuje gatunki występujące w słodkich wodach Afryki.

## Morfologia
Długość ciała 17,5–84 cm; masa ciała 2,5–7 kg.

## Systematyka

### Etymologia
- Citharinus: gr. κιθαρα kithara ‘lira’[5]; łac. przyrostek -inus ‘odnoszący się do, jak’[6].
- Citharinoides: rodzaj Citharinus Cuvier, 1816; gr. -οιδης -oidēs ‘przypominający’[7]. Typ nomenklatoryczny: Citharinus latus Müller & Troschel, 1844.

### Podział systematyczny
Do rodzaju należą następujące gatunki:
- Citharinus citharus (Geoffroy Saint-Hilaire, 1809)
- Citharinus congicus Boulenger, 1897
- Citharinus eburneensis Daget, 1962
- Citharinus gibbosus Boulenger, 1899
- Citharinus latus Müller & Troschel, 1844
- Citharinus macrolepis Boulenger, 1899